# Santa Luzia (Lobata)
Ne doit pas être confondu avec Santa Luzia (Mé-Zóchi).
Pour les articles homonymes, voir Santa Luzia.
Santa Luzia est une localité de Sao Tomé-et-Principe située au nord de l'île de Sao Tomé, dans le district de Lobata. C'est une ancienne roça.

## Population
Lors du recensement de 2012, 337 habitants y ont été dénombrés.

## Roça
Elle ne se rattache pas à une typologie bien définie.
Photographies et croquis réalisés en 2014 mettent en évidence la disposition des bâtiments, leurs dimensions et leur état à cette date.